# 唐文扆
唐文扆（9世纪？—918年7月24日），前蜀官员。
前蜀高祖王建宠爱幼子郑王王宗衍，王宗衍的母亲徐贤妃派飞龙使唐文扆示意同平章事张格上表请立王宗衍。913年十月二十六日，册立王宗衍为太子。前蜀飞龙使唐文扆在朝中掌权，张格依附唐文扆，与司徒、判枢密院事毛文锡争夺权力。毛文锡准备把他的女儿嫁给左仆射庾传素的儿子，亲族聚会在枢密院寻欢作乐，没有事先奏明王建，唐文扆趁机说毛文锡的坏话。917年八月十三日，将毛文锡降为茂州司马，庾传素降为工部尚书。唐文扆还经常诋毁都招讨使刘知俊，王建也猜忌刘知俊。十二月初六，斩杀刘知俊。
内飞龙使唐文扆掌管皇帝的亲兵，经常参预机密。王建病重，唐文扆打算除去诸大臣，派人把守住宫门。王宗弼等人到朝堂，但不得入见王建，唐文扆常以王建的名义来慰抚。他还派同党潘在迎到外面去侦察，结果潘在迎把谋划告诉了王宗弼等人。王宗弼入宫，向王建说明了唐文扆的罪行，王建让天册府掌书记崔延昌暂管六军事。918年五月初四，把唐文扆降为眉州刺史。将附会唐文扆的翰林学士承旨王保晦流放到泸州。五月二十五日，唐文扆被削官职爵位，流放到雅州。六月初一，王建去世。六月初二，太子王衍即皇帝位。六月十四日，处死唐文扆、王保晦。又命令西面招讨副使王宗昱在秦州处死天雄节度使唐文裔。